# Московський державний технічний університет імені М. Е. Баумана
Московський державний технічний університет ім. М. Е. Баумана (рос. Московский государственный технический университет им. Н.Э.Баумана, повна назва Державний освітній заклад вищої професійної освіти «Московський державний технічний університет ім. Н. Е. Баумана», також відомий як Бауманка, МДТУ, МВТУ) — перший і один з найбільших технічних університетів в Росії.
Попередня назва: «Московський Ордена Леніна Ордена Жовтневої Революції Ордена Трудового Червоного Прапора Державний Технічний Університет імені Миколи Ернестовича Баумана». Названий на честь революціонера Миколи Ернестовича Баумана, убитого в 1905 недалеко від головного будинку університету.
МДТУ бере активну участь у Болонському процесі, диплом МДТУ традиційно визнається за кордоном. МДТУ отримав нагороду «Європейська якість» за прагнення досягти високої якості освітніх послуг відповідно до міжнародних стандартів. МДТУ протягом більш ніж 10 років є головним вишем Асоціації технічних університетів, що включає в свій склад більше 130 університетів Росії. МДТУ — перший російський виш, який є членом асоціації «Top Industrial Managers for Europe».
За великий внесок у розвиток науки і техніки, у виховання інженерних кадрів МДТУ ім. М. Е. Баумана нагороджений орденами Леніна, Жовтневої Революції і Трудового Червоного Прапора. Указом Президента Російської Федерації від 24 січня 1995 № 64 МДТУ включений в Державний звід особливо цінних об'єктів культурної спадщини народів Російської Федерації (з московських ВНЗ, окрім МДТУ цей статус має тільки МДУ ім. М. В. Ломоносова).
У загальноросійських офіційних рейтингах МДТУ постійно займає перші місця серед технічних вишів. МДТУ — один з переможців конкурсу інноваційних освітніх програм освіти та науки РФ. Також МДТУ — один з трьох найпопулярніших російських вишів, випускники яких затребувані в найбільших компаніях.

## Історія
Початок МДТУ ім. М. Е. Баумана як самостійного навчального закладу було покладено 5 жовтня 1826, коли вдовуюча імператриця Марія Федорівна видала Повеління про заснування при Московському виховному будинку в Німецькій слободі «великих майстерень для різних ремесел, зі спальнями, з їдальнею і іншими потребами».
Благодійне починання своєї матері продовжив імператор Микола I, який передав утвореному закладу свій власний Слобідський палац.
Офіційно днем заснування університету вважається 13 липня (1 липня за старим стилем) 1830 року, коли Микола I на піднесений йому проект Положення Московського ремісничого навчального закладу власноруч накреслив: «Бути по цьому». Згідно з цим Положенням, Мрнз мав за свою мету підготовку «майстерних майстрів з теоретичними, сприятливими для вдосконалення ремесел та фабричних робіт, відомостями».
У 1839 відбувся перший випуск ремісничого навчального закладу, багато його вихованців стали директорами заводів, головними механіками, конструкторами, вченими. Російська промисловість відразу ж оцінила високий рівень підготовки фахівців у Мрнз.
В 1848 у Мрнз відкрилася механічна майстерня, саме з цього часу почала складатися «російська система навчання ремеслам» як поєднання теоретичної підготовки та практичного навчання основам фабричного виробництва, на відміну від ремісничого навчання попередніх років.
У 1868 Московському технічному училищу було присвоєно статус Імператорського, що означало визнання особливої важливості його діяльності для держави.
Професорами та викладачами ІМТУ були такі видатні вчені, як Дмитро Менделєєв, Микола Жуковський, Пафнутій Чебишов, Дмитро Совєткін, Олексій Летников і інші. Майстерні ІМТУ, високий авторитет професорсько-викладацького складу та рівень підготовки висунули ІМТУ в ряд провідних політехнічних шкіл Європи.
Після 1917 училище пережило ряд складних перетворень. Воно стало називатися Московське вище технічне училище (МВТУ). Відділилися аерогідродинамічна, автомобільна, хіміко-технологічна лабораторії, які дали життя таким науково-дослідним інститутам, як Центральний аерогідродинамічний інститут (ЦАГІ), Всесоюзний інститут авіаційних матеріалів (ВІАМ), Центральний інститут авіаційних моторів (ЦІАМ), Науковий автомоторний інститут (НАМІ).
Серйозних трансформацій училище зазнало в 1930 році, коли на базі МВТУ були організовані технічні виші, що стали в подальшому найбільшими навчальними закладами: Московський авіаційний інститут (МАІ), Московський енергетичний інститут (МЕІ), Московський інженерно-будівельний інститут (МІБІ), Академія протихімічного захисту. А залишений від МВТУ в колишньому будинку механічний факультет був перейменований в Московський механіко-машинобудівний інститут (МММІ) ім. М. Е. Баумана, якому в 1943 році було повернуто колишню назву — МВТУ.
У 1938 в МММІ на базі загальнотехнічного факультету були відкриті одразу три військових факультети: танковий, артилерійський і боєприпасів. Організація підготовки інженерів за цими спеціальностями була обумовлена прискореною мілітаризацією радянської економіки та промисловості, виробництво озброєння стало першочерговим завданням країни.
У жовтні 1941 МММІ ім. М. Е. Баумана був евакуйований в Іжевськ, на базі майстерень і решти лабораторної бази був організований оборонний завод. Також при заводі група професорів та викладачів організувала конструкторське бюро для розробки озброєння.
За роки війни науковці інституту виконали більше 300 науково-дослідних розробок, понад половина яких були впроваджені в промисловість.
У 1987 спільним рішенням ЦК КПРС і Ради Міністрів СРСР було визнано за необхідне організувати на базі МВТУ ім. М. Е. Баумана вищий навчальний заклад нового типу, поклавши на нього підготовку фахівців на принципах, які поєднують передові форми фундаментального університетської та інженерно-технічної освіти.
Наказом Державного комітету СРСР з освіти від 27 липня 1989 МВТУ ім. М. Е. Баумана було перетворено в Московський державний технічний університет (МДТУ) ім. М. Е. Баумана. Тим самим було покладено початок організації технічних університетів в Росії, яких станом на 2010 налічується більше 100.
За минулі роки МДТУ ім. М. Е. Баумана підготував понад 170 тисяч інженерів, які в значній мірі визначили інженерний потенціал країни, внесли великий внесок у розвиток російської науки і техніки, у створення і розвиток найбільш наукоємних галузей промисловості — машинобудівної, приладобудівної, аерокосмічної, атомної, оборонної, інформаційних технологій.
Серед випускників МДТУ — засновник практичної космонавтики Сергій Корольов і інженер, архітектор, винахідник Володимир Шухов, конструктор першого ядерного реактора Микола Доллежаль і творець унікальних ракетних комплексів Сергій Непобедимий, авіаконструктори Павло Сухой та Андрій Туполєв, і багато інших видатних інженерів, що прославили Росію.
Лідер російського інженерної освіти, Університет включено до Державного зводу особливо цінних об'єктів культурної спадщини народів Російської Федерації. Потужний центр розробки передових напрямів науки, техніки і технологій, МДТУ визнаний національним дослідним університетом.
В даний час стратегія Університету спрямована на підготовку кадрів для передових і високотехнологічних галузей науки і техніки Росії, пріоритетних напрямів розвитку економіки країни, в тому числі: інформаційно-телекомунікаційні системи; індустрія наносистем та матеріалів; енергетика та енергозбереження; живі системи; безпека та протидія тероризму; транспортні та авіаційно-космічні системи; перспективні озброєння і військова техніка.

## Університет сьогодні

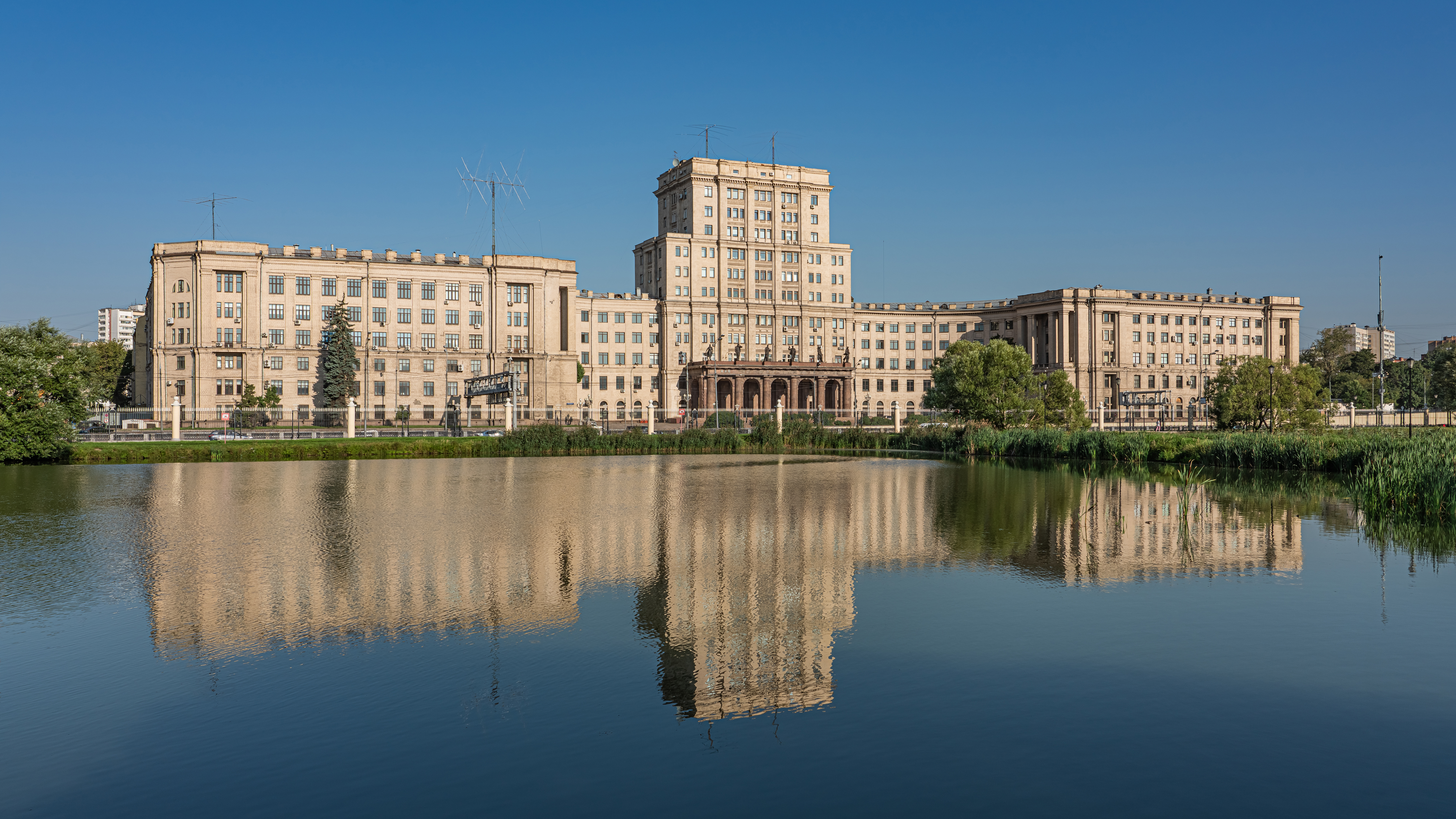
Вид головного корпусу МДТУ з боку Яузи (і Лефортовський ставка)

МДТУ веде підготовку за понад 65 спеціальностями. У рейтингах вишів технічного профілю МДТУ ім. М. Е. Баумана незмінно займає перше місце. У 2007 в університеті навчалося близько 18000 студентів, роботу в університеті ведуть більш 4,5 тисяч професорів і викладачів, серед яких 450 докторів наук і близько 3000 кандидатів наук. У період з 1918 по 1997 роки було підготовлено понад 120 тисяч фахівців, більшість з яких зв'язало своє життя з науковою та конструкторською діяльністю, роботою на найбільших підприємствах машино- та приладобудування. Деякі галузеві факультети МДТУ розташовуються також у підмосковних містах: Красногорську, Реутові, Корольові, працює Калузький філія університету.
За всі роки роботи університету було підготовлено понад 200 тисяч інженерів

### Факультети
- Радіоелектроніка і лазерна техніка
- Фундаментальні науки
- Машинобудівні технології
- Спеціальна машинобудування
- Енергомашинобудування
- Робототехніка і комплексна автоматизація
- Інформатика та системи управління
- Біомедична техніка
- Інженерний бізнес і менеджмент
- Військовий інститут
- Соціально-гуманітарні науки
- Лінгвістика
- Фізкультурно-оздоровчий
- Головний навчально-дослідний і методичний центр

Галузеві факультети
- Радіотехнічний
- Ракето-космічна техніка
- Оптико-електронний приладобудування
- Приладобудівний
- Аерокосмічний

## Виноски
1. ↑  Официальный веб-сайт МГТУ им Н. Э. Баумана. Архів оригіналу за 11 червня 2012. Процитовано 15 липня 2010.
2. ↑  Выборы ректора МГТУ им. Н. Э. Баумана. Архів оригіналу за 11 червня 2012. Процитовано 15 липня 2010.
3. 1 2  МГТУ им Н. Э. Баумана: Для поступающих. Архів оригіналу за 21 липня 2010. Процитовано 15 липня 2010.
4. ↑  Єдиний державний реєстр юридичних осіб РФ
5. ↑  http://www.asrtu.cn/groups/ru/1351
6. ↑  Болонский процесс в России. Архів оригіналу за 18 квітня 2010. Процитовано 14 липня 2010.
7. ↑  Болонский процесс в России — Публикации ученых МГИМО (У) / «Студентам интереснее получить диплом, который признается практически по всей Европе». Архів оригіналу за 6 серпня 2010. Процитовано 14 липня 2010.
8. ↑  «Европейское качество» за Бауманским университетом — Новости ВУЗов — НОВОСТИ — 5ballov.ru. Архів оригіналу за 17 квітня 2009. Процитовано 14 липня 2010.
9. ↑  «Европейское качество» за Бауманским университетом! — 27 марта - МГТУ им. Н. Э. Баумана. Архів оригіналу за 23 липня 2017. Процитовано 14 липня 2010.
10. 1 2  МГТУ имени Баумана — первый среди технических вузов — В фокусе — НОВОСТИ — 5ballov.ru. Архів оригіналу за 15 квітня 2009. Процитовано 14 липня 2010.
11. ↑  Список ВУЗов :: Московский государственный технический университет им. Н. Э. Баумана (МГТУ им. Баумана). Архів оригіналу за 11 листопада 2016. Процитовано 14 липня 2010.
12. ↑  Архівована копія. Архів оригіналу за 20 листопада 2009. Процитовано 14 липня 2010.{{cite web}}:  Обслуговування CS1: Сторінки з текстом «archived copy» як значення параметру title (посилання)
13. ↑  Архівована копія. Архів оригіналу за 19 травня 2006. Процитовано 19 травня 2006.{{cite web}}:  Обслуговування CS1: Сторінки з текстом «archived copy» як значення параметру title (посилання)
14. ↑  Рейтинг российских вузов — Елена Новоселова."Куда вуз вывезет" — Российская Газета — «РГ» публикует список самых престижных вузов страны, который составило Министерство образов …. Архів оригіналу за 19 жовтня 2011. Процитовано 14 липня 2010.
15. ↑  Ъ-Власть — Лучшие из высших. Архів оригіналу за 5 лютого 2011. Процитовано 14 липня 2010.
16. ↑  Министерство Образования И Науки Российской Федерации. Архів оригіналу за 15 квітня 2009. Процитовано 14 липня 2010.
17. ↑  Ъ-Деньги — Самые востребованные российские вузы. Архів оригіналу за 8 серпня 2010. Процитовано 14 липня 2010.
18. ↑  Ъ-Деньги — Самые востребованные выпускники России. Архів оригіналу за 8 серпня 2010. Процитовано 14 липня 2010.